# Cnidoscolus sinaloensis
Cnidoscolus sinaloensis är en törelväxtart som beskrevs av Breckon och Francisco Javier Fernández Casas. Cnidoscolus sinaloensis ingår i släktet Cnidoscolus och familjen törelväxter. Inga underarter finns listade i Catalogue of Life.